# Badia d'Arabat
La badia d'Arabat (en ucraïnès Арабатська затока, Arabatska zatoka; en rus Арабатский залив, Arabatski zaliv; en tàtar de Crimea Arabat körfezi) és una badia situada a la costa oriental de la península de Crimea, vora la mar d'Azov.
Té una longitud de 22 km de llarg i 40 km d'amplada màxima, i una profunditat de 8 a 9 metres. S'estén des de la península de Kertx fins a la fletxa d'Arabat.